# Paralisi periodica ipocaliemica
La paralisi periodica ipocaliemica sigla inglese HypoKPP) è un disturbo miopatico che prevede la presenza di occasionali episodi di debolezza muscolare fluttuante, dovuto a eccessivo consumo di potassio durante le fasi critiche, a causa di disfunzioni dei canali ionici della giunzione neuromuscolare. Si tratta di una canalopatia neuromuscolare.
Le cellule assorbono troppo potassio lasciandone poco disponibile nel sangue: a causa di una disfunzione dei canali del sodio o del calcio, i canali del potassio diventano iperattivi consumandone troppo.
Fa parte di un gruppo di malattie genetiche che include paralisi periodica tireotossica e paralisi periodica ipercaliemica, denominato paralisi periodiche famigliari. Solitamente sono malattie ereditarie con trasmissione dominante sebbene di possa verificare la mutazione genetica casuale in famiglia.
Si osservano due forme distinte di coinvolgimento muscolare nella paralisi periodica ipocaliemica, episodi di paralisi e miopatia fissa, possono verificarsi separatamente o insieme. La pura forma paralitica episodica si verifica più comunemente, la combinazione di episodi di paralisi e di una miopatia lentamente progressiva è meno comune, la forma pura miopatica senza o quasi episodi di paralisi è rara:
Tipo 1, con episodi di paralisi (appartenente alle canalopatie calciche): il sintomo principale è costituito da attacchi di paralisi flaccida reversibile con una concomitante ipocaliemia che generalmente porta a paraparesi o tetraparesi, ma risparmia i muscoli respiratori.
Tipo 2, forma miopatica, con talvolta sporadiche paralisi o debolezza fluttuante (ipostenia) di segmenti muscolari, o generale (gruppo delle canalopatie sodiche): miopatia lentamente progressiva, affaticabilità muscolare fissa (astenia), con possibile miotonia, ipereccitabilità neuromuscolare, spasmo, contrattura, mialgia e crampi (spasmodicità, rigidità lieve e flaccidità possono coesistere nella forma miopatica); inizia spesso come intolleranza all'esercizio prevalentemente agli arti inferiori; di solito non porta a una grave invalidità. Questa debolezza fissa astenica-ipostenica lieve deve essere distinta dalla debolezza reversibile ipostenica che esiste tra gli attacchi acuti di debolezza muscolare in alcuni individui affetti.
Un episodio acuto può essere scatenato da fatti che causano eccessivo consumo di potassio, come assunzione di grandi quantità di carboidrati, perdita di potassio per disidratazione e ipovolemia (sanguinamento, mancata assunzione di liquidi, sudorazione eccessiva per caldo, fatica fisica o fattori emotivi), eccessiva assunzione di sale, eccessiva assunzione di alcol (dopo periodo di riposo) o di zuccheri, stress con paura/ansia, freddo, anestesia generale, riposo dopo esercizio intenso, o direttamente l'esercizio fisico intenso o lo sforzo ripetuto eccessivo.
Una percentuale di pazienti, circa il 74%, in entrambe le forme e non solo nella 2, può sviluppare un'ulteriore miopatia con ipostenia fissa del muscolo scheletrico, prima distale e poi prossimale, detta miopatia vacuolare con autofagia eccessiva; altri hanno comorbilità con la cardiomiotonia detta sindrome di Andersen-Tawil, di cui la paralisi periodica è un sintomo comune assieme ai disturbi del sistema di conduzione del cuore e anomalie come clinodattilia (curvatura ossea anomala delle dita); occorre quindi controllare la possibile presenza di aritmia cardiaca fissa (aritmie lievi transitorie - tachicardia, bradicardia o battito irregolare - possono invece verificarsi durante un attacco di debolezza di HypoKPP). Il trattamento consiste nell'evitare situazioni scatenanti e nel curare i sintomi (ad esempio con farmaci o assunzione di potassio nei momenti di crisi muscolare).

## Cause
La paralisi periodica ipocaliemica è dovuta a mutazioni genetiche. Nella maggior parte dei casi, si tramanda attraverso le famiglie come una malattia autosomica dominante. Di tanto in tanto, si verifica in modo casuale nelle famiglie. Si ritiene che il disturbo sia legato a problemi nel modo in cui il corpo controlla i livelli di sodio e potassio nelle cellule. A differenza di altre forme di paralisi periodica, una persona con paralisi congenita ipocaliemica ha livelli ematici molto bassi di potassio e una funzione tiroidea normale durante gli episodi di debolezza. La condizione si verifica in circa 1 ogni 100 000 persone, e colpisce più spesso gli uomini che le donne. La prevalenza è leggermente più alta negli uomini asiatici che hanno anche disturbi della tiroide.

## Sintomi
Il disturbo coinvolge attacchi di debolezza muscolare o la perdita di movimento muscolare (paralisi), con sintomi di ipocaliemia che vanno e vengono.
Tra gli attacchi la forza muscolare è solitamente normale. Gli attacchi di solito iniziano nell'infanzia o nell'adolescenza, con delle grandi differenze individuali nella frequenza: alcune persone hanno attacchi più volte al giorno, altre solo una volta al mese o all'anno. Gli attacchi durano solo 1 a 2 ore, ma a volte possono durare anche un giorno. Questi non sono di solito abbastanza gravi da rendere necessaria una terapia. La debolezza o paralisi:
- Più comunemente si verifica in corrispondenza delle spalle e fianchi
- Può coinvolgere anche i muscoli degli occhi e quelli che consentono di respirare e deglutire
- Più comunemente si verifica durante il riposo dopo l'attività, specie se è breve.
- Molti episodi si manifestano al risveglio
- Di solito dura 3 - 12 ore

Poi ci sono molte situazioni che aumentano il rischio di sviluppare un attacco. I trigger possono includere:
- Carboidrati: il miglior modo per scatenare un attacco di paralisi periodica ipocaliemica è mangiare una grande quantità di carboidrati. La circostanza più comune è un piatto di pasta, che tipicamente contiene una grande quantità di carboidrati semplici che sono disaggregati a livello di zuccheri e rilasciati rapidamente nel sangue. Altri fattori scatenanti più comuni sono lo zucchero in grande quantità e le bevande contenenti grandi quantità di caramello. Una volta nel sangue, gli zuccheri inducono il rilascio di insulina, che induce le cellule a prendere gli zuccheri e anche il potassio nel sangue. L'abbassamento del potassio provoca la paralisi periodica ipocaliemica.
- Sale: un altro fattore scatenante episodi di paralisi periodica ipocaliemica è il consumo di cloruro di sodio. L'effetto sale è molto meno conosciuto rispetto al trigger carboidrati, e molti articoli sulla paralisi periodica ipocaliemica non menzionano neppure il trigger.
- L'eccitazione / paura / epinefrina: eccitazione o paura inducono la produzione di adrenalina, che rende gli episodi di paralisi più probabili in alcuni pazienti. L'adrenalina iniettata per trattare le reazioni allergiche agli alimenti, e l'epinefrina, come farmaci come il salbutamolo usato in inalatori (es. Ventolin) per asma possono innescare episodi di paralisi. Questo sembra essere dovuto all'effetto dell'adrenalina nel ridurre il potassio nel sangue, per cui quando l'adrenalina - che incrementa la resistenza - svanisce, i muscoli appaiono deboli.
- Esercizio: Dopo un intenso o medio esercizio fisico vi è un aumentato rischio di sintomi di paralisi periodica ipocaliemica.
- Ambiente freddo: I muscoli esposti al freddo intenso possono diventare deboli. Il re-riscaldamento di solito recupera la forza muscolare.
- Anestesia: Durante l'anestesia ci sono molti cambiamenti che possono contribuire alla paralisi, compreso il raffreddamento, il livello di glucosio e di sodio, oltre che determinati anestetici appunto, come la succinilcolina. Non è chiaro perché le persone con paralisi periodica ipocaliemica presentano un rischio aumentato di sviluppare ipertermia maligna.
- Alcol: Non è chiaro perché l'alcol genera talvolta paralisi periodica. Potrebbe essere legato ad uno squilibrio elettrolitico, disidratazione, o esercizio aumentato.
- Disidratazione con perdita di sali minerali, per ipovolemia o ipersudorazione dovuta a caldo intenso, eccessivo sforzo o stress.

## Genetica
Le mutazioni nei geni che possono causare paralisi periodica ipocaliemica sono:
| Tipo   | OMIM   | Gene | Locus         |
| ------ | ------ | --- | ------------- |
| HOKPP1 | 170400 | CACNA1S (un canale del calcio voltaggio dipendente Cav1.1 presente a livello del tubulo trasversale di una cellula muscolare scheletrica) | 1q32          |
| HOKPP2 | 613345 | SCN4A (un canale del sodio voltaggio dipendente Nav1.4 trovato a livello della giunzione neuromusculare)                                  | 17q23.1-q25.3 |

I potenziali d'azione del sistema nervoso centrale provocano end-plate potenziali a livello della giunzione neuromuscolare che provoca l'ingresso di ioni sodio e depolarizzazione della cellula muscolare. Questa depolarizzazione si propaga per i tubuli T dove si attiva l'ingresso di ioni calcio dal reticolo sarcoplasmatico attraverso il recettore della rianodina RyR1. Questi eventi causano la contrazione del muscolo. La depolarizzazione induce successivamente l'apertura di canali del potassio, questa corrente in uscita permette la ripolarizzazione della cellula, nella quale il calcio viene portato nuovamente nel reticolo da una pompa del calcio ATP-dipendente. Mutazioni che alterano la struttura e la funzione normale di questi canali quindi interrompono la regolazione della contrazione muscolare, portando ad episodi di grave debolezza muscolare o paralisi. Le mutazioni sono state identificate in residui di arginina che compongono il sensore di tensione di Nav1.4. Questo sensore di tensione comprende l'alfa elica S4 di ciascuno dei quattro domini transmembrana (I-IV) della proteina, e contiene residui basici che permettono solo l'ingresso degli ioni di sodio positivi a tensioni membrana appropriati bloccando o aprendo il canale pori. In Cav1.1, le mutazioni sono stati trovati anche in domini II e IV. Queste mutazioni portano quindi a una perdita di funzione, per cui i canali non possono aprirsi normalmente. In pazienti con mutazioni in SCN4A o CACNA1S, pertanto, il canale ha una ridotta eccitabilità e segnali dal sistema nervoso centrale non sono in grado di depolarizzare il muscolo. Come risultato, il muscolo non può contrarsi efficientemente (paralisi). La condizione è ipocalemica perché una bassa concentrazione extracellulare di ioni potassio farà sì che il muscolo si ripolarizzi al potenziale di riposo più rapidamente, così anche se la conduttanza di calcio si verifica non può essere sostenuta. E diventa più difficile raggiungere la soglia di calcio in cui il muscolo può contrarsi, e anche se questo è raggiunto il muscolo è più probabile che rilassarsi. Per questo motivo, la gravità potrebbe essere ridotta se la concentrazione di ioni potassio fosse mantenuta elevata. Questa condizione è ereditata con modalità autosomica dominante (ma con un'alta percentuale di casi sporadici, legati a mutazioni contratte nel corso della vita), il che significa che una copia del gene alterato in ogni cella è sufficiente a causare la malattia.

## Test
Il medico può sospettare paralisi periodica ipocaliemica sulla base di una storia familiare della malattia. Altri indizi per completare la diagnosi sono sintomi di debolezza muscolare che vanno e vengono. Prima di un attacco, ci può essere rigidità a livello di una gamba o pesantezza alle gambe o alle braccia. Tra gli attacchi, un esame fisico non mostra nulla di anormale. Durante un attacco invece, i riflessi muscolari sono ridotti o assenti, ed i muscoli tendono ad afflosciarsi piuttosto che a restare rigidi. I gruppi muscolari vicino al corpo, come spalle e fianchi, sono coinvolti più spesso che le braccia e le gambe.
- Un ECG può essere anormale durante gli attacchi.
- Un tracciato EMG è di solito normale tra gli attacchi e anormalie durante gli attacchi. Durante un attacco, i risultati EMG non sono specifici; EMG mostra un numero ridotto di unità motorie. Tra gli attacchi, l'EMG può presentare anomalie miopatiche in soggetti con miopatia fissa.
- Una biopsia muscolare può mostrare anomalie.

I livelli di potassio nel sangue possono normalmente, senza attacco, apparire corretti. Ci possono essere leggere variazioni su marcatori che indicano problemi muscolari.
Le persone affette da paralisi periodica ipocaliemica sono spesso classificati come aventi una paralisi isterica. La tendenza del paziente con questo disturbo ad essere paralizzato in situazioni 'fight or fly' contribuisce ulteriormente alla tentazione di dichiarare il disordine come legato a problematiche di ordine psichiatrico. Non si tratta di un problema psicosomatico.
Negli attacchi acuti occorre effettuare diagnosi differenziale con ictus, crisi miastenica, crisi diabetica, mielite trasversa e sindrome di Guillain-Barré. Occorre escludere comunque altre miopatie, disturbi neurologici e ipertiroidismo.

## Trattamento
L'obiettivo del trattamento è quello di alleviare i sintomi e prevenire ulteriori attacchi. Gli attacchi sono raramente gravi abbastanza da richiedere un trattamento di emergenza. Tuttavia, la debolezza può peggiorare con attacchi ripetuti, per cui un trattamento per impedire gli attacchi deve avvenire il più presto possibile. Il potassio somministrato durante un episodio di paralisi può interrompere l'attacco, si preferisce la somministrazione orale.
Sembra che l'assunzione di integratori di potassio non possa però prevenire gli attacchi. Nella forma miopatica cronica gli integratori possono aiutare il paziente (non solo potassio ma anche magnesio, calcio ed enzimi). Evitare alcool e seguire una dieta povera di carboidrati può aiutare.
L'acetazolamide può aiutare a prevenire gli attacchi di debolezza. L'acetazolamide è in grado di attivare il canale del K calcio attivato (BK) a concentrazioni submicromolari con ripolarizzazione della fibra. L'acetazolamide è anche in grado di inibire il trasportatore monocarbossilato (MCT) e ridurre l'efflusso di lattato impedendo così la genesi di miopatia vacuolare. Questo farmaco inibisce anche la anidrasi carbonica (CA) legata alla membrana, gli enzimi, con effetti sui meccanismi extra-/intracellulari di scambio protonico.

## Prognosi
A volte gli attacchi scompaiono nel corso della vita per conto proprio. Tuttavia, la presenza cronica di questi episodi di paralisi può causare debolezza muscolare progressiva, presente anche tra gli attacchi. La paralisi periodica ipocaliemica risponde bene al trattamento.

## Complicazioni possibili
- Disturbo da deficit dell'attenzione (ADD, ADHD); disturbi d'ansia; disturbo depressivo
- Relativa insensibilità all'anestetico locale lidocaina
- Calcoli renali (un effetto collaterale dell'acetazolamide)
- Aritmie cardiache durante gli attacchi (rare, non fatali)
- Oliguria, stranguria e anuria durante gli attacchi
- Difficoltà a respirare, parlare, deglutire durante gli attacchi (rara)
- Rabdomiolisi da sforzo (molto rara)
- Debolezza muscolare progressiva[2][3] (miopatia detta "vacuolare"), disordini muscoloscheletrici